# Binarowa
Binarowa (deutsch Bienerhau) ist ein Dorf in der Gemeinde Biecz im Powiat Gorlicki in der Woiwodschaft Kleinpolen unweit der Stadt Gorlice.

## Geographie
Der Ort liegt am Bach Sietniczanka im Ciężkowice-Gebirge. Die Nachbarorte sind die Stadt Biecz im Südosten, Strzeszyn im Süden, Racławice im Westen, Ołpiny im Nordwesten, Szerzyny im Norden, sowie Święcany im Osten.

## Geschichte
Der Ort am Fluss Sietnicza, inferius metis Beijcz (unterhalb der Grenzen von Biecz) wurde laut dem Gründungsprivileg König Kasimirs des Großen aus dem Jahr 1348 ins Deutsche Recht mit 60 fränkischen Hufen übertragen. Die Lokatoren bzw. die ersten Schultheiße waren Hermanus und Nicolaus Vlosniczar. Es ist möglich, dass es Deutsche Siedler in Binarowa schon vor 1348 gab, unzweifelhaft, wie im Westen benachbarten Rozembark dominierten sie zahlenmäßig die alte slawische Bevölkerung. Der Ort wurde im Schöffenbuch der Stadt Biecz in den Jahren 1388 bis 1399 meistens unter dem deutschen Rodungsnamen Bernhow und Benihave notiert, wie auch Bytnarschow, Benirhow, Benihaw, Bernhow, Benerhaw, Bernhaw, Benirhaw, Benhave bekannt. Der polnische Name tauchte zunächst im Jahr 1363 als Binarowa wola, danach folgten die Erwähnungen Benarowa (1391), Binarowa (1415), Byenarowa (1470–1480), Byenyarowa (1511), B(y)enarowa (1529), Binarowa (1564), Bieniarowa (1629, 1765), Bynarowa, Bienarowa, Binarowa (1880). Der besitzanzeigende Name ist vom deutschen Personennamen Binar abgeleitet, und zwar im Jahr 1381 der Schultheiß war gewissener Niczko Bitnar bzw. Bytnar. Zur Polonisierung im Vorort von Biecz kam es im 16. Jahrhundert, 1547 wurde er zum letzten Mal unter dem Rodungsnamen Bynarhaw erwähnt.
1415 wurde die örtliche Pfarrei erstmals erwähnt. Um 1500 wurde die heutige Holzkirche erbaut. Ab dem Jahr 1515, am wahrscheinlichsten bis zu seinem Tod um 1540, war hier der örtliche Priester Martin Beier (Baier, Bayer, Beher, Begher, Baer) aus einer bekannter Bieczer Familie tätig. 1522 wurde er zur ersten beklagten und zu Gefängnis verurteilten Person Polen-Litauens wegen des Verdachts der Förderung von Martin Luthers Ketzerei, die sich in den 1520er und 1530er Jahren besonders unter den deutschsprachigen Stadtbürgern kleinpolnischer Städte mit Handelsbeziehungen mit dem oberungarischen Bardejov verbreitete, und wahrscheinlich übergangsweise auch in Binarowa, in dem die deutsche Sprache und Kultur noch teilweise bewahrt wurde. Nach der einjährigen Buße führte er, mit der Kirche ausgesöhnt, seine Rollen in Binarowa und Biecz weiter. 1532 wurde er jedoch wieder beklagt, diesmal wegen Zölibatsbruchs.
Der Ort gehörte zunächst zur Königreich Polen (ab 1569 Adelsrepublik Polen-Litauen), Woiwodschaft Krakau, Kreis Biecz, und zwar um das Jahr 1600 war das Dorf eines der größten im Kreis mit über 400 Einwohnern. Bei der Ersten Teilung Polens kam Binarowa 1772 zum neuen Königreich Galizien und Lodomerien des habsburgischen Kaiserreichs (ab 1804). Ab dem Jahr 1855 gehörte Binarowa zum Bezirk Gorlice.
1918, nach dem Ende des Ersten Weltkriegs und dem Zusammenbruch der k.u.k. Monarchie, kam Binarowa zu Polen. Unterbrochen wurde dies nur durch die Besetzung Polens durch die Wehrmacht im Zweiten Weltkrieg. Von 1975 bis 1998 gehörte Binarowa zur Woiwodschaft Krosno.

## Holzkirche des Erzengels Michael

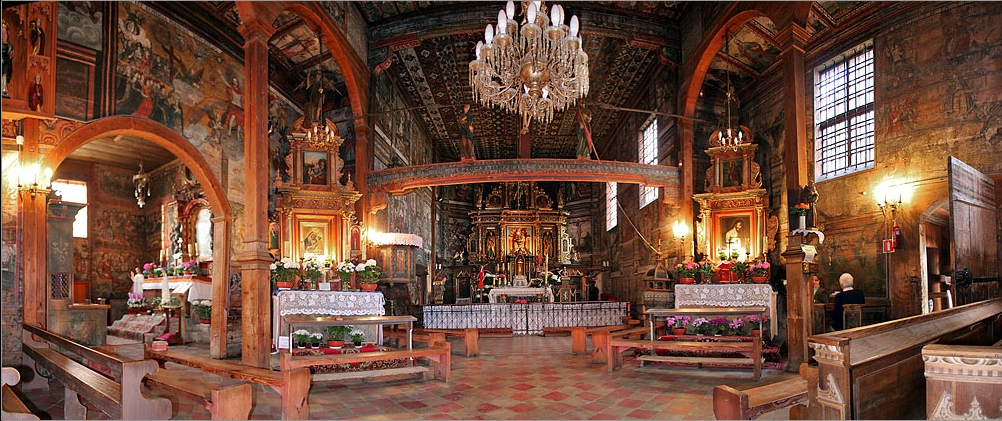
Das Innere der Kirche

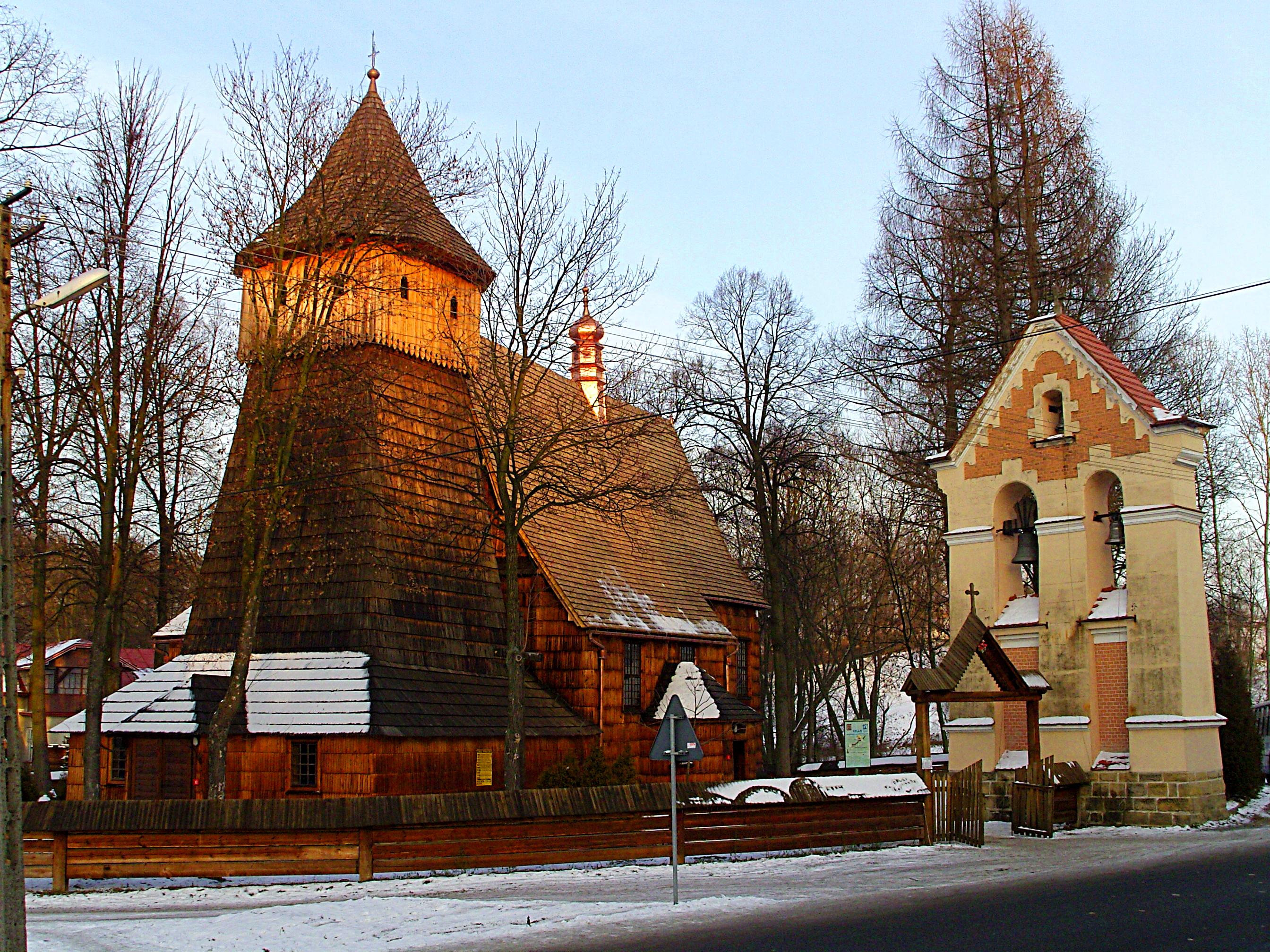
Kirche in Binarowa

Bekannt ist Binarowa wegen seiner Holzkirche, der Pfarrkirche des Erzengels Michael (poln. kościół św. Michała Archanioła), die seit 2003 zum UNESCO-Welterbe zählt (Holzkirchen im südlichen Kleinpolen). Die heute erhaltene Kirche stammt ungefähr aus dem Jahr 1500, nachdem ein Vorgängerbau (von ca. 1400) abgebrannt war. Im Inneren sind kostbare Malereien aus dem 16. bis 18. Jahrhundert und Plastiken aus dem 14. Jahrhundert zu bewundern.